# Ort (Bergbau)
Die Bezeichnung Ort (Plural Örter) wird im Bergbau mehrdeutig verwendet. Der Bergmann bezeichnet damit verschiedene Stellen im Bergwerk, die einen bergmännischen Zweck haben, aber auch unterschiedliche Grubenbaue, außerdem die Spitze des Bergeisens. Der Begriff stammt aus dem Mittelalter und bedeutet so viel wie das Ende oder das Ziel, zu dem jemand hin will. Die Grundbedeutung von Ort in der bergmännischen Sprache ist dessen mittelhochdeutsche Bedeutung „Spitze, Endpunkt“; gemeint war im Bergwerk konkret das Ende des Grubengangs und damit die Abbaustelle am Ende des Grubengangs.

## Grundlagen und Allgemeines
Überall, wohin der Bergmann sich unter Tage begibt, begegnet ihm der bergmännische Begriff Ort. Wenn er nach der Seilfahrt vom Förderkorb steigt, befindet er sich im Füllort. Ist der Bergmann an seinem untertägigen Arbeitsplatz angekommen, heißt es, er befindet sich vor Ort. Die Arbeit vor Ort wird als vor Ort liegen oder vor Ort sitzen bezeichnet. Wenn der Bergmann in einer Strecke oder einem Stollen an der Erstellung des entsprechenden Grubenbaus arbeitet, so nennt man dieses ein Ort treiben. Bergleute, die ein Ort treiben, heißen Ortshauer. Das Ende des Grubenbaues, an dem der Hauer arbeitet, nennt man im Bergbau Ortsbrust. Wenn der Hauer sich an diesem Ende befindet, nennt er dies vor Ort kommen. Für seine Arbeit an der Ortsbrust gebraucht der Hauer neben Schlägel und Eisen auch den Ortspäuschel. Dies ist ein schwerer eiserner Fäustel, der so ähnlich aussieht wie der ständig verwendete Ortsfäustel, allerdings ist er doppelt so schwer wie dieser. Wenn der Grubenbau, an dem der Hauer diese Arbeit verrichtet, so niedrig ist, dass dies nur im Sitzen möglich ist, heißt er Sitzort.

## Beispiele
Unter Tage gibt es eine Vielzahl von unterschiedlichen Grubenbauen, die als Ort bezeichnet werden. Die seitliche Abzweigung von einem Hauptstollen heißt Flügelort. Werden von einem Blindschacht aus verschiedene Teilsohlen angesetzt, nennt man diese Ansatzpunkte auch Ort und gibt dem jeweiligen Ort zusätzlich eine Nummer (z. B. Ort 1, Ort 2, Ort 3). Ein Grubenbau, der zum Zweck des Abbaus getrieben wird, heißt Abbauort. Wird in einem Grubenbau mittels Feuersetzen gearbeitet, so nennt man ihn Brennort. Grubenbaue, die zur Untersuchung der Lagerstätte dienen, heißen Feldort oder Suchort. Wird beim Bruchbau ein Grubenbau in die zusammengebrochenen Massen getrieben, nennt man ihn Bruchort. Zwei Grubenbaue, die aufeinander aufgefahren werden, heißen Gegenort. Diese Art der Auffahrung nennt der Bergmann Gegenortbetrieb. Ist ein Ort genau an der vorher vom Markscheider berechneten Stelle durchschlägig geworden, dann sagt der Bergmann: „Die Örter sind eingekommen“. Einen Grubenbau, der zur Ausrichtung des Grubengebäudes dient, nennt man Ausrichtungsort. Ein Grubenbau, in dem Schießarbeiten stattfinden, heißt Schießort. Um durch die Sprengung keinen Schaden zu nehmen, begibt sich der Bergmann zu einer entfernt gelegenen Stelle, die als Fliehort bezeichnet wird. Soll in einem Teil des Grubenfeldes Raubbau betrieben werden, nennt man den zu diesem Zweck aufgefahrenen Grubenbau Raubort. Ein Ort, an dem das Grubenwasser gesammelt und geklärt wird, nennt der Bergmann Sumpfstrecke oder Sumpfort.

## Vermessung im Zusammenhang mit Ort
Wollte man im Bergbau die Lage eines untertägigen Punktes über Tage anzeigen, so nannte man diesen Vorgang Ortung. Hierzu nutzte man als Markscheidezeichen einen sogenannten Ortpfahl. Dieser Ortpfahl oder Ortpflock war ein kleiner Pfahl, der über Tage eingeschlagen wurde und so anzeigte, wo unter Tage das Grubenfeld endete. Der gesamte Vorgang wurde als Ortung zu Tag ausbringen, Ortung an den Tag bringen oder Ortung an Tag bringen bezeichnet. Umgekehrt war es aber auch möglich, die Lage eines übertägigen Punktes durch die Ortung oder Oertung nach unter Tage zu fällen. Da die Kennzeichnung der Ortung mit einem Pflock erfolgte, nannte man dieses dann, wenn die Ortung zur Kennzeichnung der Örter diente, die Örter pflöcken. Wenn man einen Grubenbau dahin lenkte, wo er nach der Vorausberechnung ankommen sollte, nannte man dieses Ortung einbringen.